# Joan Reixac

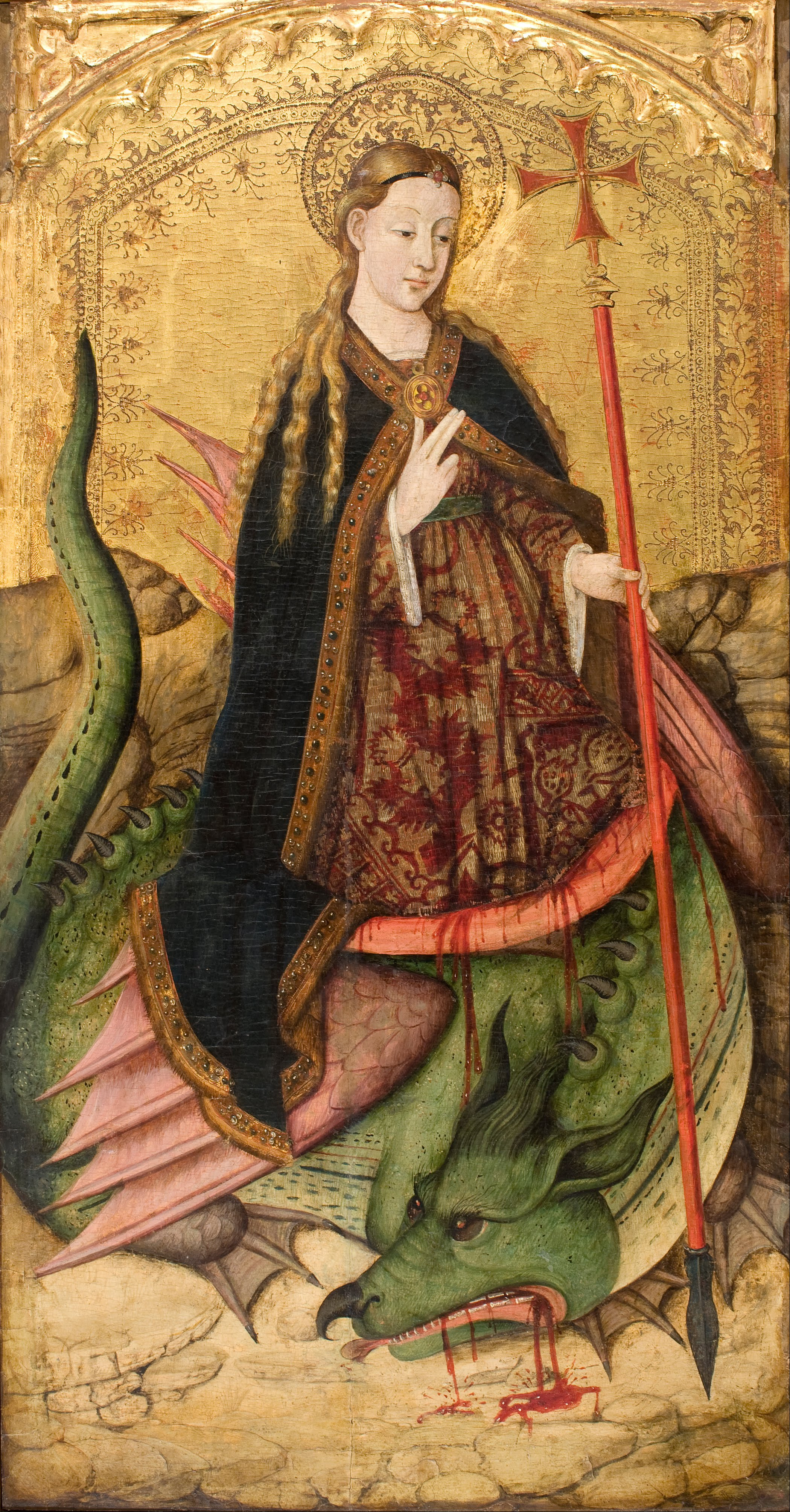
De heilige Margaretha, Museu Nacional d'Art de Catalunya, Barcelona

Joan Reixac (1431 – 1482) of Juan Rexach in het Castiliaans was een Catalaans kunstschilder die actief was in Valencia in de tweede helft van de 15e eeuw. Hij was een belangrijke vertegenwoordiger van de internationale gotiek. 

## Biografische elementen
Joan Reixac was de zoon van de Catalaanse beeldhouwer Llorenç Reixac en werd waarschijnlijk geboren in 1411 in Barcelona. Van 13 december 1431 is er een document dat zegt dat hij al in Saragossa werkte vanaf zijn 18e, bij de schilder Antonio Rull. Uit een document van 13 maart 1447 weten we dat hij eigendommen had in Barcelona, want hij stelde zijn vader aan om daar zijn interesten te behartigen. Op 2 mei 1447 stond hij in het testament van zijn moeder Constanza die in Barcelona overleden was.
Joan werkte samen met Jaume Baçó Escrivà bekend als Jacomart (ca. 1411-1461), de hofschilder van Alfons V van Aragón. Hij werkte waarschijnlijk de altaarstukken af die door Jacomart begonnen waren maar onafgewerkt bleven onder meer door diens reizen naar het hof in Italië. Ze zouden ook samen een aantal contracten hebben afgesloten, maar het is moeilijk vast te stellen welke van die werken van Reixac waren. Documentair kunnen er een twintigtal werken aan hem worden toegeschreven maar de toewijzing aan bewaard gebleven werken is moeilijk.

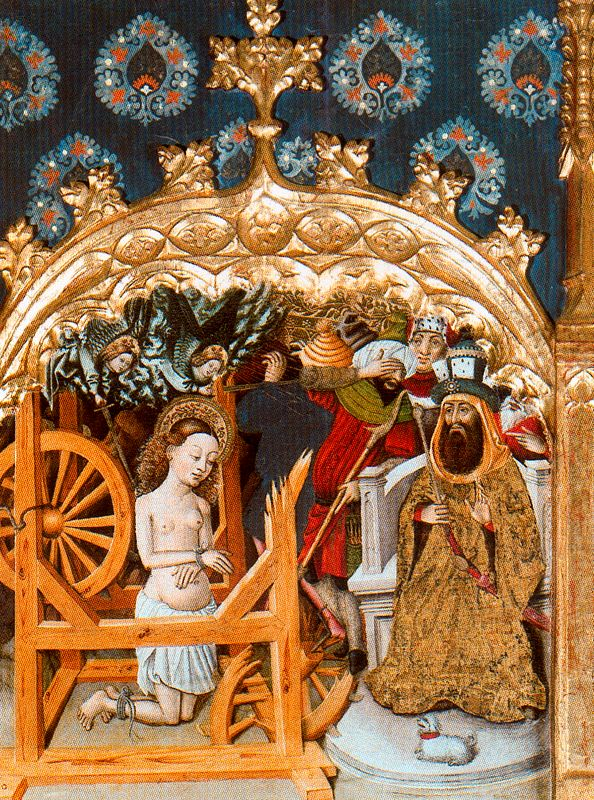
Joan Reixac, Detail uit het retabel van Catharina.

## Werken

### Ursula retabel
De ontdekking van een retabel met de heilige Ursula dat getekend en gedateerd is op 1468, zeven jaar na de dood van Jacomar, stelden de wetenschappers in staat de stijl van Joan Reixac vast te leggen. Dit liet toe een aantal altaarstukken op basis van stijlkenmerken aan deze schilder toe te wijzen.

### Toegeschreven werken
Hierbij een lijst van enkele werken die aan hem worden toegeschreven:
- Retabel met  Ursula en de elfduizend maagden, 1468, abdij van Cubells, nu bewaard in het Museu Nacional d'Art de Catalunya in Barcelona, gesigneerd “Johannes Rexach fecit civis Valencie in anno Mº CCCCLX.octavo”.[2]
- Retabel met de Aanbidding der wijzen, van de abdij van Rubielos de Mora (Teruel), ca. 1469, nu bewaard in het Museu Nacional d'Art de Catalunya.[3]
- Retabel met Martinus van Tours, 1447 of 1457, in het museum van de kathedraal van Segorbe.

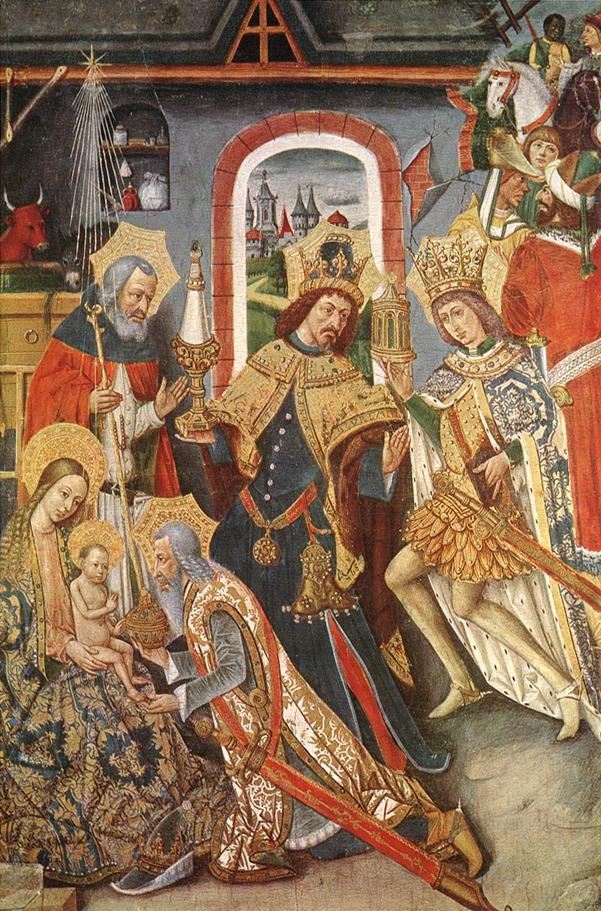
Joan Reixac, Aanbidding van de drie wijzen.

- Retabel met Kruisiging en een afbeelding van de getroonde Heilige Maagd met engelen, ca. 1460-1470,  bewaard in het Norton Simon Museum in  Pasadena (Californië). De stijl van de kruisiging doet denken aan Gerard David en de huizen op de achtergrond zijn van een noordelijk type.[4]
- Retabel met de marteling van Catharina van Alexandrië in de kerk van de geboorte van Onze-Lieve-Vrouw in Villahermosa del Río, ca. 1450
- Diptiek van de Annunciatie, ca. 1460, bewaard in het  Museo Nacional de Bellas Artes in Santiago (Chili)
- Retabel met Jacobus de Meerdere, ca. 1450-1460,  gemaakt voor de kerk van Santiago Apóstol in La Pobla de Vallbona
- Linkerzijde van een retabel van Sint Michaël, met een afbeelding van de Heilige Margaretha, ca. 1456, gemaakt voor Bocairent (Valencia), nu in het  Museu Nacional d'Art de Catalunya in Torello.[5]
- Schilderij met God de Vader, ca. 1450, afkomstig van de kapel van Sant Pau d'Albocàsser (Castelló de la Plana), nu in het Museu Nacional d'Art de Catalunya.[6]

- Biblioteca Nacional de España: XX1433456
- Gemeinsame Normdatei: 13030882X
- RKD-Nederlands Instituut voor Kunstgeschiedenis: 66438
- Union List of Artist Names: 500007001
- Virtual International Authority File: 95723614